# Guilalu, Hiriyur
Guilalu là một làng thuộc tehsil Hiriyur, huyện Chitradurga, bang Karnataka, Ấn Độ.